# Кенси-су-ле-Мон
Кенси́-су-ле-Мон (фр. Quincy-sous-le-Mont) — коммуна во Франции, находится в регионе Пикардия. Департамент коммуны — Эна. Входит в состав кантона Фер-ан-Тарденуа. Округ коммуны — Суасон.
Код INSEE коммуны — 02633.

## Население
Население коммуны на 2010 год составляло 66 человек.
| 1962 | 1968 | 1975 | 1982 | 1990 | 1999 | 2010 |
| ---- | ---- | ---- | ---- | ---- | ---- | ---- |
| 67   | 80   | 58   | 40   | 37   | 52   | 66   |

## Экономика
В 2010 году среди 43 человек трудоспособного возраста (15—64 лет) 35 были экономически активными, 8 — неактивными (показатель активности — 81,4 %, в 1999 году было 64,5 %). Из 35 активных жителей работали 29 человек (17 мужчин и 12 женщин), безработных было 6 (2 мужчин и 4 женщины). Среди 8 неактивных 4 человека были учениками или студентами, 1 — пенсионером, 3 были неактивными по другим причинам.